# Премія «Греммі» за найкращу пісню року
Премія «Греммі» за найкращу пісню року (англ. Grammy Award for Song of the Year) — премія, яку присуджує Національна академія мистецтва і науки звукозапису за «художні досягнення, технічну майстерність і значний внесок у розвиток звукозапису без урахування продажів і позиції в чартах» щорічно з 1959 року. Є однією з найпрестижніших нагород у сучасній музичній індустрії, яку можна порівняти з премією «Оскар» у кінематографі. Номінація «Пісня року» (англ. Song of the Year) є однією з 4 найголовніших (Велика четвірка, The Big Four) із більш ніж 100 інших номінацій цієї премії.
Премію «Греммі» за найкращу пісню року (англ. Song of the Year) вручають за окремий сингл або трек її автору, поету-пісняру, який вперше створив пісню. У цьому сенсі «song» означає написану пісню, але не записану, як в номінації «Запис року», де її вручають виконавцю, звукорежисеру та продюсеру пісні. Відповідно до опису номінації, нагороду присуджують автору (авторам) пісні, яка має містити мелодію і текст та має бути або новою піснею, або піснею, яка вперше стала популярною у рік номінування. Композиції, що містять семпли або інтерполяції, не можна висувати на здобуття нагороди.
Починаючи з 1960-х років для авторів вводили окремі, жанрові категорії: За найкращу кантрі-пісню (з 1965 року), За найкращу рок-пісню (з 1992 року), За найкращу R&B-пісню, За найкращу реп-пісню (з 2004 року), За найкращу госпел-пісню (з 2006 року), За найкращу сучасну християнську-пісню (з 2012 року) та За найкращу народну пісню.

## Історія та рекорди
Вперше премію присудили 1959 року італійському співаку Доменіко Модуньйо, автору пісні «Volare». Вона й донині лишається єдиною неангломовною піснею серед усіх переможців цієї категорії «Греммі». Дворазовими переможцями в цій категорії були Генрі Манчіні (1962 і 1964), Джонні Мерсер (1962 і 1964), Джеймс Горнер (1988 і 1999), Вілл Дженнінгс (1993 і 1999), U2 (2001 і 2006) і Адель (2012 і 2017).
Під час 20-ї церемонії «Греммі» стався нетиповий прецедент, коли лауреатами стали відразу дві пісні: «Evergreen (Love Theme from A Star Is Born)» ( Барбра Стрейзанд / Пол Вільямс) та «You Light Up My Life» (Джо Брукс). За всю історію «Греммі» подібні ситуації траплялися лише кілька разів, і в цій номінації більше не повторювалися.
Тільки три виконавці за всю історію премії «Греммі» змогли отримати всі чотири її найпрестижніші нагороди (Пісня, Альбом, Запис і Новачок року): Крістофер Крос, Адель і Біллі Айліш. Однак, якщо Адель змогла зробити це лише за кілька років, то Крос і Айліш отримали всі чотири нагороди в один рік: 1981-го та 2020 років відповідно. Лише п'ятеро виконавців змогли виграти премії за найкращу пісню та найкращого нового виконавця року на одній церемонії: Крістофер Крос (1981), Аліша Кіз (2002), Емі Вайнгаус (2008), Fun. (2013) та Сем Сміт (2015).
У багатьох випадках автори пісень також були і виконавцями: Доменіко Модуньйо, Генрі Манчіні, Джон Леннон і Пол Маккартні, Джо Саут, Пол Саймон, Керол Кінг, Барбра Стрейзанд, Крістофер Крос, Майкл Джексон і Лайонел Річі, Біллі Джоел, Стінг, Боббі Макферрін, Ерік Клептон, Брюс Спрінгстін, Seal, Шон Колвін, Джеймс Горнер, Роб Томас, Аліша Кіз, Лютер Вандросс, Джон Маєр, U2, Dixie Chicks, Емі Вайнгаус, Coldplay, Бейонсе, Lady Antebellum, Адель, Fun., Lorde, Сем Сміт і Ед Ширан.
Представники США перемагали в цій категорії частіше за інших, проте серед лауреатів фігурують і музиканти з Великої Британії, Австралії, Австрії, Італії та Ірландії.
29 пісень-лауреатів також перемагали в категорії «Запис року». Станом на 2018 рік жоден автор не виграв «Пісню року» двічі поспіль.